# Paul Deussen
Paul Jakob Deussen (Oberdreis, 7 de janeiro de 1845 - Quiel, 6 de julho de 1919) foi um Indólogo Alemão e professor de Filosofia na Universidade de Kiel.

## Nascimento
Paul Deussen nasceu em 7 de janeiro de 1845 em Oberdreis, Neuwied, na província do Reno,

## Recepção
Deussen foi chamado de "estudioso notável", um "grande estudioso" que liderou o estudo dos Upanishads e da literatura védica, e como um "estudioso crítico".